# Париски басен
Париски басен је један од геолошких региона Француске који се развијао од тријаса. Овај геолошки регион обухвата подручје од брда око Калеа до Поатјеа, и од Кана у Нормандији до долине Рајне. Често се у практичним ситуацијама као Париски басен помиње ужа територија севрног дела Француске. 
Подручје Париског басена је равничарско са ниским висоравнима. Земљиште је комбинација глине, кречњака и креде. Стене у овом региону су седиментне. 